# 花衣夢衣
『花衣夢衣』（はなごろもゆめごろも）は、津雲むつみの漫画作品である。集英社『YOU』に、1993年9月号から2000年11月号にかけて不定期連載された。
同名でテレビドラマ化されており、これについても説明する。

## 概要
単行本はYOUコミックスレーベルから全17巻（現在絶版）、また集英社漫画文庫から全11巻が発行されている。主婦を中心に女性に人気がある作品である。
昭和25年（1950年）、戦後復興著しい東京で暮らす一卵性双生児の真帆と澪。ある日、真帆は澪の代わりに米兵とデートをすることになるが、乱暴されてしまった。妊娠、中絶、子宮摘出という悲劇に見舞われる真帆。真帆は金沢へ行き加賀友禅の修業をする。金沢で出会った、東京の呉服屋の長男・羽嶋将士に真帆も澪も恋をしてしまう。将士は真帆に求婚するが、真帆は子供を産めないことを隠して断り、失意の将士は澪と結婚した。真帆は澪の幸せを願いながらも将士と不倫を重ねる。話は澪の子供が成人するまで展開し、澪と真帆が老婆になるまで、澪と真帆、2人の周囲の人々の生き様と恋愛、性が描かれている。
また、サイドストーリーとして真帆と澪の母、和美の生き様を描いた『冬衣 脱ぎて』、澪の子供の莉花と幸雄を描いた『東福寺にて』『水の都から』が収録されている。『YOU』の2013年5月・6月号では、将士の弟・祐輔のサイドストーリー・『人魚姫の恋』が前後編で掲載された。

## テレビドラマ
東海テレビ制作により、フジテレビ系列で、2008年3月31日から6月27日の13:30〜14:00(JST)に放送された日本の昼のテレビドラマ。全65回。東海テレビお得意の愛憎ドロドロだけでなく、主人公の一卵性双生児の姉妹愛を描く大河ロマン作品、とされていたが姉妹愛や同じ男性を愛した葛藤が描かれており、好評であった第1部とうって変わり、第2部は真帆と将士の不倫が主に描かれている。

### 概要
- この作品は東海テレビにとって開局50周年記念作品であり、44年間続いた東海テレビ制作昼の帯ドラマの117作目にあたるが、初の双子をヒロインとした作品である。
- 17歳から20歳の真帆役と澪役を演じた尾崎亜衣・尾崎由衣は実生活でも双子であり、この作品が初主演作となる。33歳以降は吉田真希子・吉田真由子の本物の姉妹が双子を演じた。ただし吉田姉妹は5歳の年齢差がある。
- ヒロインに新人女優を起用するのは近年では1988年の『華の嵐』、1993年の『誘惑の夏』、1997年の『真夏の薔薇』以来。21世紀になってからは初めてである。
- 和のテイストを劇中に織り込んでおり[2]、美しい着物や日本の伝統小物が劇中に登場し、金沢では古い日本の町並みが残る東茶屋街や兼六園、龍国寺などでロケが行われた[3][4]。効果音やBGMも尺八や三味線、琴など日本の伝統楽器が使われている。
- 第39話では、嫉妬にかられた澪が「夫婦茶碗入りオムレツ」なる珍料理を真帆に作っている。
- この作品から、東海テレビ制作昼の帯ドラマのオープニングタイトルロールに決まった動画は制作されないことになった。前回の見どころ場面、当日の冒頭場面に主題歌を重ねた形で始まる。

### ドラマ版あらすじ
昭和25年、戦後の復興著しい東京で暮らす17歳の一卵性双生児の沢木真帆と澪。ある日、真帆は澪の代わりに出かけた米兵とのデート先で乱暴されてしまう。その後妊娠、中絶、子宮をも摘出するという悲劇に見舞われる。

その後、真帆は金沢で加賀友禅の修業に打ち込む。3年後、東京の呉服屋の長男・羽嶋将士に求婚されるが、子どもが産めないことを隠し身を引く。将士は真帆を忘れるため母の薦める見合い相手、双子の妹・澪と結婚する。13年後の昭和41年、真帆は友禅作家として東京で独立、久しぶりに将士と澪と再会。やがて真帆は妹の夫・将士と不倫を重ねていく。

## 主なキャスト

### 第1部 昭和25年 - 昭和28年
▽印は第9回から、△印は第11話から、□印は第12話からの登場
沢木 真帆（さわき まほ） - 尾崎亜衣
一卵性双生児の姉、左目の下にほくろがある。積極的でやや強情な性格。オブライエン家に通いの家政婦として働き、家計を助ける（原作では住み込み家政婦）。父・圭二郎が転地療養へ行き、両親が不在になったある日、澪の身代わりで出かけた米兵・フランクとのデート先で暴行され、妊娠。その後闇医者で中絶するが、腕の悪い医者の処置だったため、子宮内が化膿し、出血を止めるために摘出手術を受け、子供が出来ない体に。自分の身に起きた不幸の原因が母・和美の不倫であったことを知り、母を憎む。最愛の父を失うと、忌まわしい過去を断ち切るため、加賀友禅の修行をする決意をし金沢へ赴く。伯父・和幸に弟子入りしてから3年後の冬、運命の男性・将士と出会う。はじめは嫌悪感を抱くが、将士の情熱的な愛にほだされ相思相愛に。将士から求婚されるが、子供が産めない体であることを言い出すこともなく、何も言わずに断ってしまう。結婚の相談にやってきた澪から見せられた写真の人物が将士であり衝撃を受ける。澪の結婚が決まり、電話で将士の声を聞くと居た堪れず愛していない見合い相手に体を許そうとするが、結婚はせず友禅作家となると決心。澪のために加賀友禅を作りあげ、結婚式の日に手渡した。
沢木 澪（さわき みお） - 尾崎由衣
一卵性双生児の妹。やや消極的で甘えん坊。母・和美の裁縫の仕事を手伝いながら、父・圭二郎の看病をする。俊彦から渡されたラブレターが真帆宛であったことを知り落胆。生活に困窮するとゆかりが働く店で体を売る決意をするが、ゆかりの取り計らいで下働きとして雇われ、家族には小料理屋で働いていると嘘をついて働く。人手が足りなくなりホステスを一日だけすることになった日、店に俊彦が現れ無理やりキスをされ必死で抵抗。しかし、今も自分の身代わりで起きた不幸な出来事で苦しむ真帆に負い目を感じ、真帆と同じ苦しみを知らなければと澪は客を取る決心を。翌日、俊彦に体を預けていたが、すんでのところで真帆に助けられた（原作ではゆかりの店で働く設定はない）。父の死後は和裁の仕事で自立し一人暮らし。将士の母・いよりに気に入られ、将士と見合いをする。真帆がかつて愛した相手だとは知らずに愛してしまう。女将修行に耐えることを条件に将士との結婚を認められる。将士と真帆の関係を知らぬまま結婚。母を恨む真帆とは逆に、母の心を自分なりに理解しようとしている（原作では澪も真帆同様に和美を嫌う）。
沢木 圭二郎（さわき けいじろう） - 長谷川初範
真帆と澪の父。日本画家として活躍していたが、シベリア出征で精神的なダメージを受け、結核のため自宅で療養中。万平とは金沢の美術学校の同級生であった。思うように絵筆を握れない現実に不甲斐なさを感じつつも、家族の幸せを強く願う。万平の援助で軽井沢のサナトリウムで療養していたが、真帆の手術のため病院を抜け出す。澪から今までのいきさつを聞かされ、和美を家から追い出し、万平からの援助を断り自宅に戻る（原作では真帆の病院で憤死している）。金を稼ぐために無理をして上野へ似顔絵描きに出かけ病状が悪化。死期を悟り、生きているうちに娘の晴れ姿を焼き付けようと、自ら下絵を書いた加賀友禅の晴れ着を着た二人の肖像画を徹夜で描きあげた。翌朝、吐血して倒れているところを発見され、真帆と澪を励ます言葉を残し間もなく息を引き取った（第1話-第10話までの出演）。
沢木 和美（さわき かずみ） - 萩尾みどり
真帆と澪の母。実家の水上家は代々加賀友禅作家を続けている。圭二郎と万平と充実した青春時代を過ごす。大きな呉服問屋の息子との縁談が進んでいたが、圭二郎と恋に落ち、妊娠。東京へ駆け落ちし真帆と澪を出産するが実家から勘当される（原作では祝福されて結婚しており、勘当されていない）。裁縫の内職で沢木家の生計を立てつつ、夫・圭二郎の親友・万平と不倫関係を続ける。圭二郎のサナトリウム療養に同行するが、嘘をつき東京に戻り万平と情事の最中、真帆の手術が行われていた。翌朝病院に現れたが、圭二郎から万平との関係を問われると、否定はしない。圭二郎から家を追われてからは万平と暮しているが、圭二郎の葬儀を取り仕切り、後ろめたさから解放されたように万平と暮すことに自信を持つようになり、淳子や澪へ高価な電気洗濯機やテレビを贈り付ける。万平との時間は女として生きていると自覚できる時間であり、心には亡き圭二郎を愛する気持ちがある。真帆と澪には母親らしい面を見せるが、真帆からは不幸な出来事の原因であると恨まれている（原作では不倫発覚後は澪からも嫌われている）。
辻 俊彦（つじ としひこ） - 吉岡毅志
万平の一人息子。父の店「辻堂」を手伝っている。真帆と澪とは幼馴染であり、真帆に渡すはずのラブレターを澪に渡してしまうが、沢木家に万平と共に訪れた際に澪から付き返される。偶然、父と和美の不倫現場を見てしまい、母の遺書に書かれた父と和美の恨み事を思い出し、沢木家に憎しみを抱く。ラブレターの件で恥をかかされたことを恨み、米兵・フランクに澪を暴行するよう裏で取引をする。怒鳴り込んできた澪に襲いかかろうとし、澪に左脚を強打されてから松葉杖を使う。万平に真帆の件でひどく叱られた後、家を勘当される。偶然、いかがわしいバーで働く澪を見かけ、万平の店から大金を盗むと、澪を陥れるためにバーのママと取引をしたが、真帆に邪魔をされる（原作では真帆と澪の幼馴染ではなく、真帆暴行事件の一件で米軍から取調べを受けている、また足に障害を負う設定はない）。
辻 万平（つじ まんぺい） - 斉木しげる
「辻堂」店主、俊彦の父。美術学校時代、圭二郎の才能には敵わないと画家の道を諦め、米兵相手に書画や骨董を売る店を商を営む。圭二郎とは友人関係を続け、経済的に沢木家を援助する。圭二郎の妻・和美とは不倫関係にあり、圭二郎に家を追われた和美と一緒に生きる決意をした。圭二郎の死後、真帆と澪の面倒を見ることを申し出るが、断られる。3年後、辻堂は日本画と高価な骨董品を扱う店となる。和美に求婚するが正妻にはなれないと言われるが、その後も和美と共に暮らす。澪の縁談を破談にしようとするいよりの元へ和美と共に乗り込み抗議した（原作では和美以外にも愛人がおり、圭二郎たちとは友人同士ではない）。
ゆかり - 西慶子
沢木家の2階に間借りしている売春婦まがいのホステス。明け透けな性格で、間借りしている沢木家に堂々と米兵を連れ込む（原作ではそのようなことはしないため圭二郎からも嫌われていない）。妊娠した真帆を闇医者に連れて行き、中絶させる。真帆が子宮摘出手術を受けることになると、金のかからぬ闇医者に連れて行ってしまったことを澪に詫びた。何かと真帆と澪を精神的に助けている（第1話-第8話までの出演）。
羽嶋 将士（はじま まさし） - 眞島秀和 △
東京の老舗呉服屋「よね屋」長男。早世した兄・豪と、病弱な弟・祐輔がおり、母・いよりから十分な愛情を受けずに育つ。金沢で出会った真帆に一目ぼれ。情熱的に真帆を愛し、やがて求婚するが、理由も知らされずに断られてしまう。失意のまま母がしつこく見合いを薦める相手、真帆と瓜二つの澪と見合いをする。澪が真帆の双子の妹であることを知り驚く。金沢へもう一度真帆の気持ちを確かめに行くが、真帆から無視される。真帆への愛情の裏返しとして、澪と結婚して幸せにすることを誓う。しかし、心には澪を愛する気持ちもある（原作では澪への愛情はほとんどない）。
羽嶋 祐輔（はじま ゆうすけ） - 溝呂木賢 □
将士の弟。生まれつき心臓が悪く、病弱な青年。常に自室で横になっており、人生の喜びをすべて諦めている。中原中也の詩が好き。兄・将士の恋の話を羨ましげに聞く。将士の結婚相手が真帆の双子の妹だと知り、切ない気持ちに。よね屋の女将修行に来た澪が身の回りの世話をすることになる。澪が将士の以前の恋人の手紙を探しているところを止めさせると心臓発作で倒れてしまう。
羽嶋 いより（はじま いより） - 田岡美也子 △
将士と祐輔の母。「よね屋」の女将。東京大空襲で夫を亡くし、女手ひとつで店を仕切り、二人の息子を育て上げた。よね屋の看板を守ることを第一に考えて生きている気骨のある女性。着物の仕立てを引き受けることになった澪を気に入り、将士と見合いをさせる。しかし、澪の母・和美が万平の妾をしていることを知り、破談にさせようとするが、将士の願いにより澪を呉服屋の女将修行をさせることで結婚を許す。和美の生き方を嫌い、澪に和美や辻堂に近づかないよう忠告する（原作では将士と真帆の関係を知っていたため、澪との縁談に反対した）。
水上 和幸（みずかみ かずゆき） - 宮内洋 ▽
友禅作家、和美の兄。真帆と澪たちが金沢に疎開していた頃は一緒に暮していた。澪の懸命な説得により、真帆を弟子にする。弟子として、伯父として真帆に厳しさと愛情を持って接する。喜久代に子供が産めない体だという秘密を暴かれ、修行をやめようとする真帆に紋屋職人・西山との縁談を薦める（原作では真帆たちが独立して十数年後の昭和50年代に、無形文化財に指定されている）。
安藤 卓也（あんどう たくや） - 長谷川朝晴 △
友禅作家・水上和幸の一番弟子。仕事熱心な人物で、弟子入りした真帆に厳しく指導をする。和幸から淳子との縁談を切り出されたが断る。将士との恋愛で揺れる真帆を力強くささえている（原作では陽気で優しい人物である、ドラマ版の安藤は原作の杉尾の性格に近い）。
水上 喜久代（みずかみ きくよ） - 南一恵 ▽
和幸の妻。水上家を勘当された和美をよく思っていない為、和幸に弟子入りした和美の娘・真帆に辛く当たる。真帆がうっかり淳子の花嫁衣裳に染料をこぼしてしまった際、卓也や江原がいる前で、真帆は子供の産めない体だと口走る（原作では和美や真帆を嫌っておらず、安藤は妻・泰子が亡くなったときに真帆から直接子供が産めない体だと聞く）。
水上 淳子（みずかみ じゅんこ） - 民部良子 △
和幸と喜久代の一人娘、真帆と澪のいとこ。わがままだが純粋な性格。ずっと卓也が大好きだったが、卓也から縁談を断られてしまいショックを受けるが、後に別の男性との縁談が決まる。悪気はないが、率直に物を言うため真帆に辛く当たっているように見える（原作では真帆に親切である。原作では卓也ではなく、杉尾に片想いしている）。
江原（えばら） - 増田嵐樹　△
真帆の弟弟子（テレビ版オリジナルキャラクター。原作では真帆には兄弟子が3人おり、弟弟子はいない）。
西山（にしやま） - 山﨑秀樹
紋家（家紋を着物に入れる）職人。離婚歴があり、子供がいる。和幸が真帆に薦めた見合い相手。真帆が着物を届けに行った先で待ち受け、抜き打ちの見合いをする（原作では真帆が東京へ行くまでセックスフレンドの関係になる）。真帆を気に入り旅館で関係を持とうとするが泣き出す真帆を見て「こんな悲しい泣き声は聞いたことがない」と部屋を後にし、後に和幸へ破談の電話を入れる（第18話-第22話の登場）。
オブライエン家の人たち
真帆の雇い主（原作では住み込み家政婦の真帆を家族同様に大事に扱っており、オブライエン家で倒れた真帆をアメリカ陸軍病院で子宮摘出手術を受けさせ、費用はオブライエン及びGHQが支払う）。GHQ勤務のオブライエンの帰国が決まると、真帆に一緒にアメリカに行こうと誘う。
平成2年。加賀友禅の第一人者としてアメリカ・ワシントンの美術館で日本の着物を展示する事になり展示会のため訪米した、真帆・澪と再会（原作では帰国後に成人したジミーの息子（オブライエン夫妻の孫）が、展示会を見に来る）（第1話-第10話までの出演）。
オブライエン - Waney Doster
メアリー - Cynthia Cheston
ジミー - Christian Torres

### 第2部 昭和41年 - 昭和53年
沢木真帆（さわき まほ） - 吉田真希子
16年の修行を終え、東京にある安藤の工房で働くことに。将士と子供に囲まれ幸せに暮らす澪と久しぶりに会う。将士への思いは封印したと安藤に語る。若い頃よりも性格に甘えが目立つ。晃一の事故死後、澪が倒れると羽嶋家を手伝い、家に帰らなくなった将士をバーに迎えに行くと、偶然俊彦が現れ、将士に自分の過去を暴露される。しかし、それをきっかけに二人の思いは再び燃え上がり、将士と結ばれる。
澪から将士に外に女がいるのではないかと相談され、将士を避けるが、ずるずると不倫関係を結び続ける。不倫は友禅の作品にも支障をきたし、安藤の提案により金沢へもう一度加賀友禅を見ることにするが、将士も同行する不倫旅行に。次第に仕事に身が入らなくなり安藤からきつく叱責、いよりからは取引の中止を宣言される。一度は将士との別れを決意するも、同居を開始。安藤の工房も辞めて友禅を捨てようとする。祐輔の子を宿した澪を庇うため、将士と別れ、将士が家に戻るよう仕向けると、その後失踪する。
8年後、絵画講師をし生計を立てていたが、偶然安藤の妻・泰子と出会い、再び安藤と友禅の仕事をすることに。泰子の忘れ形見の亜希子を思うあまり、突然母乳があふれ出す。3年間亜希子の世話をしていたが、正式に安藤と入籍することに（原作では自立した性格であり、友禅の道を諦めることはなく数人の弟子を抱えている）。
羽嶋（旧姓・沢木）澪（はじま みお） - 吉田真由子
将士との間に二人の子供を授かり、よね屋の女将として幸せに暮らしている。真帆が友禅作家として独立したことで安堵し、将士に真帆の体の秘密を告げる。息子・晃一は澪が目を放した隙にひき逃げに遭い死亡。将士からひどく責められ、その後過労で倒れてしまうが、莉花が晃一へ宛てた手紙を読み、元気を取り戻す。姑・いよりと共によね屋で着付け教室を始める一方で、将士が家に寄り付かなくなったことを悩む。いよりからは浮気は男の甲斐性だと言われるが気が気ではない。莉花が病気になった夜、家に将士はおらず、波江のバーを訪れるが、けんもほろろに追い返される。
偶然、神社で待ち合わせをする将士と真帆を見かけ、真帆の家に上がりこみ将士の気配を探す。精神状態がぼろぼろの最中、妊娠に気づくが、将士に言い出せないまま、気がふれたように嫉妬から恐ろしい行動に出る。車に飛び込みかけ祐輔に助けられるが流産。退院すると将士の荷物を真帆の元に送り、将士をよね屋から追い出す。莉花が将士の不倫を知ったショックで寝込んでしまい、看病する祐輔から愛を告白されると、祐輔を愛し出していることに気づき結ばれる。やがて祐輔の子を身ごもるが偽装工作をし、祐輔の四十九日法要が済むと妊娠を報告。翌年1月に将士の子と偽り次男・幸雄を出産。幸雄の出生の秘密が将士にわかると、いよりや莉花にもその事実を告げ、よね屋を出る（原作では決して出生の秘密を明かさなかった）。幸雄がいなくなった翌日、幸雄を庇い交通事故に、意識が戻ると記憶喪失のふりをするが、将士にほだされよね屋でやり直すことに（原作では妊娠の偽装工作を真帆に頼んだり、幸雄の出生について将士に話すことはない）。
羽嶋将士（はじま まさし） - 眞島秀和
澪から真帆の体のことを聞き、かつて自分の求婚を断ったのは子供が産めない体だったのだと気づく。真帆への思いが蘇り、気持ちを確かめに行くが、墓場まで持ってゆく気持ちだと言われる。溺愛していた晃一が死亡した際には病院の霊安室で激怒して澪を責め、祐輔といよりから諌められた。晃一の葬式後は仕事をしなくなり、波江のバーに朝から入り浸るようになる。
波江のバーで俊彦から真帆の過去の秘密を思いがけず聞いてしまい、以前真帆が自分の求婚を断った理由をはっきりと知り、真帆への愛が抑えきれずに関係を持ち、晃一を亡くした悲しみと澪への憎しみをぶつけるように真帆との情事を重ねる。真帆との事実を隠すために、波江が愛人だという芝居をするが、真帆との金沢行きに待ち合わせする姿を澪に見られる。澪への憎しみは消えるが、真帆との同居を開始。安藤や祐輔たちから苦言を呈される。
やがてよね屋を出て卸問屋の下働きで生計を立て、真帆に友禅作家を続けるよう励ますが、二人の関係はぎくしゃくとする。真帆から別れを切り出され家に戻り、幸雄の誕生を喜ぶが、祐輔の遺品である詩集に「幸雄」と書かれたものを見つけ、幸雄の出生に疑いを持ち始め、真実を知ってしまうと、酒におぼれる。澪が身を挺して幸雄を守った交通事故を目の前にし、祐輔を純粋な愛で包んでいた事に嫉妬するが、澪とやり直すことに。3年後の昭和53年4月、激しい腹痛で倒れる。胃癌が全身に転移しており、余命は3ヶ月であった。真帆と澪に見取られ息を引き取る（原作では8年ほど真帆と澪の家を数日ずつ泊まる二重生活が続く）。
羽嶋祐輔（はじま ゆうすけ） - 溝呂木賢
母と兄夫婦と一緒に暮らしている、以前よりも体の調子が良い。姪の莉花を可愛がり、勉強を教えている。真帆に将士には近寄らないよう忠告をする。次第に澪を不幸にさせた将士を憎むようになる。
将士が浮気をしているのではと悩む澪に、波江と噂になっていることを教える。将士と真帆が浮気をしているのではと疑い始めると真実を確かめに波江のバーに行くが、波江と将士が抱き合う芝居を見せ付けられ騙されてしまう。将士が隠していた真帆からの手紙を澪が発見すると、仕方なく真帆と将士の関係を澪に話す。自動車に飛び込もうとする澪を助けた。
心労で倒れた澪を看病をした翌朝、初めて会った日から澪を愛していたと告白。死期を悟るように治療を拒むが、澪と愛し合うことで生きる気力が生まれ、店を手伝い始める。澪の妊娠を知ると二人の関係は秘密にすると澪に誓う。その後発作で倒れ、息子と遊ぶ夢を見、夢の中で叫んだ子供の名は幸雄だったと澪に語る（原作に子供の名前が出るシーンはない）。しかし、子供の誕生を見ることなく、澪の腕に抱かれながらこの世を去る（第51話までの出演）。
安藤卓也（あんどう たくや） - 長谷川朝晴
友禅作家として真帆より先に東京で独立、現在は自宅のマンションで友禅工房を開いており、二人の弟子もいる。遅れて独立した真帆を援助し、精神的にも支える。よね屋からの仕事を引き受けるが、将士に対しては真帆や自分たちにあまり近づかないでもらいたいと思っている。 真帆が将士と金沢に不倫旅行へ行ったことを強く責め、仕事に身が入らない真帆を叱責する。真帆との取引中止のあおりを受け、安藤の作品もよね屋に置いてもらえなくなり、弟子も出て行ってしまった。
しかし真帆への思いはなかなか伝わらない。真帆に求婚するが断られ、後に泰子と結婚する。泰子が世話になった礼を言いに言った家に居たのは真帆であった。利き腕に怪我をしてしまい、真帆と共に久しぶりに仕事をするが、今も真帆を心のどこかで思い続けていたが、泰子が生み残した亜希子の世話に夢中になる真帆に突然求婚され断ったが、真帆の気持ちに困惑するが、真帆の気持ちを受け入れる決意をし、泰子の両親に預けていた亜希子を引き取り二人で世話をする。
3年後、真帆と入籍する（原作では真帆と入籍するのは、一周忌法要の前後頃である）。胃癌で余命間もない将士から依頼された莉花の晴れ着を真帆と製作する。ニューヨークの展示会へ向かった飛行機が事故に遭い急死する（原作では、水上のもとで一緒に友禅の修行をしていた、先輩・杉尾との会食後、交通事故に遭い死亡する）。
安藤泰子（あんどう やすこ） - 松井涼子
安藤の妻。臨月を迎えていたが体調を崩し、公園で休んでいたところを似顔絵書きをしていた真帆に介抱してもらう。夫が今でも愛しているかもしれない人が真帆だとは知らずに、その不安を真帆に打ち明けるが、後に夫の過去に気づき、仲良く仕事をする二人を見て真帆に激しく嫉妬し、復讐を決意（原作では真帆への嫉妬は日記に記しているだけである。妊娠中毒症のため帝王切開をし亡くなっている）。
偶然よね屋の前で会った幸雄を半ば誘拐するように自宅に連れてくる。真帆への嫉妬から興信所で真帆が過去に将士の愛人であったことを調べさせ、この事を世間にばらすと真帆を脅す。激しい嫉妬は安藤の説得により収まるが、出産後の出血多量で死亡する（第52話-第58話の登場）。
安藤亜希子（あんどう あきこ） - 石井心愛
安藤と泰子の娘。安藤と真帆に育てられる。母とは出産時に死別しているが、自然と泰子の遺影に手を合わせる（原作最終回では成人しており、渡米直前の真帆に英訳してもらったオブライエンへの手紙を渡す場面がある）（第64話、第65話の登場）。
沢木和美（さわき かずみ） - 萩尾みどり
真帆が東京に戻ったことを喜ぶ。年老いても万平と入籍はせずに一緒に暮らしていたが、万平が俊彦と暮らすこと決めたことをきっかけに長年続いた内縁関係を解消。
将士の不倫に悩む澪を気遣う反面、長年苦しんだあげく将士と不倫をしている真帆を慰める。万平と別れてからは辻堂を経営してきたが、突然やってきた俊彦に店を返せと迫られる。しかし「あなたにお父さんを超えられるの」と凄むと俊彦に犯される。「辻堂」を改装し友禅染の店を真帆と始めたいと思っており、辻堂に居続けるために俊彦と内縁関係に。しかし、店に俊彦の妻がやってきたことから内縁関係を解消。
後に辻堂で真帆と安藤の友禅作品を扱うように（原作では万平からは家をもらう。俊彦と別れても万平からもらった家で茶道・三味線教室を開き、俊彦の部下・佐賀と内縁関係になる）。
辻万平（つじ まんぺい） - 斉木しげる
3年前に病気で倒れ、療養中。長年一緒に暮らしている和美とは穏やかな老夫婦のようであるが、俊彦が迎えに来たため俊彦と暮らす事に決め、和美と別れる。和美に「思い出があればいい」と言い残し、和美に店の建物と高価な骨董品や絵画を譲った。俊彦に引き取られてから、風邪をこじらせて肺炎になり死亡（原作では入院中に死去。最期の時まで和美の名を呼び続けたことから、本妻が激怒したとのこと〈俊彦からの電話で明かされた〉）（第29話までの登場）。
羽嶋いより（はじま いより） - 田岡美也子
よね屋大女将として今も現役である。真帆を快く思っていなかったが、晃一の葬式後に羽嶋家を手伝う真帆と接し、気持ちが変わる。和美へも以前のような嫌悪感を抱いていない。澪の提案により、着物の魅力を伝えるために着付け教室を店で始める。祐輔から長く続く将士と真帆の関係を聞き驚く。澪の流産の件もあり、けじめをつけるため真帆との取引を中止。
真帆に二度とよね屋の敷居をまたぐなと激怒、和美に対しても態度を変える。真帆の家から店に通う将士にも厳しく叱りつける。将士が家を出ると「将士を返して」と真帆に土下座する。幸雄の誕生を喜ぶが、成長した姿は祐輔にそっくりだと感じる。幸雄の出生の真実を知った後も、跡取り息子として戻ってきて欲しいと願い、澪たちが戻ってからは幸せに暮らしている（原作では何があっても澪を庇い、またよね屋も全国展開の着付け教室を経営している）。
羽嶋莉花（はじま りか） - 伊倉愛美（第26話-第51話）、松永裕子（第52話-第65話）
澪と将士の娘、晃一の姉。父よりも叔父・祐輔になついている。伯母・真帆と初対面した際、あまりにも母・澪とそっくりな事から晃一と2人「おかあさんが2人いるみたい…」と驚く（真帆と初対面するのは、彼女が幼稚園の時。テレビドラマでは小学校高学年の時である）。
晃一の死により、家族がばらばらになっていることを気に病み、祐輔の提案から天国の晃一へ手紙を書く。これがきっかけで羽嶋家にまた笑顔が戻る。将士の誕生日祝いをしようと風邪をひいていたのに無理をし、準備をして倒れてしまう。将士は莉花を看病するが、真帆と密会するため姿を消してしまったことでショックを受ける。母が車に飛び込もうとする姿を目にし、祐輔に理由を問いただすが納得できない。やがて将士と真帆の関係に気づいてしまう。
子供の頃は羽嶋家のムードメーカーであったが、成長すると大学のテニスサークルに夢中になり、家族の事を考えないドライな性格に。幸雄の出生の秘密を知ると、将士や澪に反抗的になるが、澪の交通事故をきっかけに更生する（原作では家族に反抗するのは中学2年の時であり、両親と伯母・真帆の三角関係を知って怒りを爆発。家出してしまう。成人後、ストーカー事件や宇田川博の遺産相続争いに巻き込まれ、家庭や店の事を顧みない事に堪りかねた番頭・伊藤に諭され大学生の頃に更生する）。
羽嶋晃一（はじま こういち） - 渡辺哲史
澪と将士の息子、莉花の弟。幼稚園児、父・将士になついている。澪が目を離した間にひき逃げに遭い死亡（第26話、27話の出演）。
羽嶋幸雄（はじま ゆきお） - 阿久津賀紀
澪と祐輔の子、将士の次男として誕生する。名前は祐輔が生前名づけたものである。成長した姿は次第に祐輔に似てくる。将士が出生の秘密を話していたのを聞いてしまうが、真帆から将士にそっくりだと言われ安心する（原作では、成人後。莉花からの国際電話で、澪が倒れた事を知り急遽帰国。澪のお見舞いへ行った際に真帆から「そっくりだ」と言われた）。
将士と澪が別居したことを悲しみ、莉花に連れられ家出、翌日祐輔の墓の前で発見される。澪の元へ向かおうとしたところを車に轢かれそうになるが、澪に助けられる。家族思いの優しい少年（原作では、昭和54年当時中学生。翌年、3年生に進級しているが、三者面談で留学を希望し澪・莉花を驚かせた）（第52話より出演）。
辻俊彦（つじ としひこ） - 吉岡毅志
万平からの勘当は解けていないものの結婚をし、不動産業を営んでいる。病気になった万平を迎えに来た。かつて澪に傷つけられた左足は治らず、現在もステッキを使う。今も真帆と澪、和美を恨んでいる。
万平が死亡すると和美に辻堂の権利書を返せと言いにくるが、和美に凄まれると和美を犯し、後に内縁関係になり、妻と離婚して和美と結婚を願っていたが別れることに。別れ際に辻堂の権利書を「真帆さんに」と言い残し和美に渡した（原作では、平成に入ってから辻堂を倒産させてしまう）。
水上和幸（みずかみ かずゆき） - 宮内洋
真帆が独立の意思を伝えた際、真帆名義の銀行通帳を手渡した。
波江（なみえ） - 江口ナオ
バー「小夜」のママ。息子を失い自暴自棄になる将士を誘惑し肉体関係を結ぶ。一時期は昼夜を問わず情事を繰り返した。将士と真帆ができているのではと疑う祐輔の前で、将士と抱き合い愛人のふりをする。澪から手切れ金を貰った（原作ではバーではなく小料理店を営んでいる）（第28話-第36話の出演）。
卓也の弟子たち
真帆と将士の不倫で「よね屋」の仕事がなくなると、二人とも別の工房へ移籍してしまう（第44話までの出演）。
小山 - 河野弘樹
斉藤 - 小林奨
ほか

### 原作のみ登場人物
沢木 弘海（さわき ひろみ）
真帆・澪の兄。真帆が強姦された事件で、黒幕が辻俊彦（前述）だと知り、辻家へ怒鳴り込み俊彦を殴り飛ばす。それと同時に和美の不倫を知り、真帆たち同様に和美を軽蔑。
大学卒業後は、銀行に就職。転勤が多いため、あまり物語には登場しない。
宇田川 博（うだがわ ひろし）
真帆の弟子。京都府出身。著名な日本画家・宮島翠嵐の婚外子。大学を卒業する頃、父から「住み込みで、弟子になる気はないか」と勧められ、話を受けて弟子入りする。だが、本妻・宮島苑から疎まれ、他の弟子ともうまくいかずに、1年で弟子を辞め真帆のところに出入りする問屋の紹介で、真帆の下へ弟子入りする。
莉花とは彼女が中学生の頃に偶然出会う。それから数年後、中学時代の友人に会うため、京都を訪れた莉花と再会。その後帰京してから、莉花と交際するように。その後、父が他界。生前仕事場にしていた、山科区の別荘を遺産として受け取る事になるが、その事で怒りを爆発させた、苑が別荘に放火。その事件がきっかけで、莉花の心的外傷が悪化。その後、莉花と別れる。
その後は友禅を辞め、日本画家に転身。平成に入ってからは、個展を開くなどして活躍している。
小原〔羽嶋〕義文（おばら〔はじま〕よしふみ）
莉花とは、小学校時代からの幼なじみ。会えばいつもケンカばかりだったが、実は密かに莉花を思っていた。莉花が両親と真帆の三角関係を知った怒りを爆発させ、家出した時には莉花を捜す事に協力。
成人後。社内恋愛で結婚するが、半年で離婚。友人の披露宴に出席した時、偶然別の披露宴に出席していた莉花と再会。そのまま飲み明かしてしまい、披露宴が行われていたホテルで莉花と一夜を共にし（ただしこの時は、肉体関係は持っていない）、莉花から「忘れてね」と告げられるが、「いやだ」と拒否。その後、交際に発展し、数年後。羽嶋家へ婿入りする形で、莉花と結婚（再婚）。2児（男の子の双子）の父となる。
宮島 翠嵐（みやじま すいらん）
博の実父。「翠嵐」は雅号のため、本名は不明。博が大学を卒業する頃、彼を弟子にするが本妻・苑との不仲が原因で博が離職。それから数年後、病に倒れ亡くなる。生前仕事場にしていた、山科の別荘を博に遺産として譲るが、その事に怒った苑が別荘に放火。苑との間には、長男・太一郎と長女・奈津子がいる。
浅野 雅哉（あさの まさや）
莉花の通う大学で、助教授をしている。莉花が大学1年生の頃から不倫関係に。2年生になった頃、妻・智子が関係に気付き、下校中の莉花を車に乗せ、莉花に別れるよう迫るが、あいまいな態度を取る莉花に逆上。交通事故を起こした事で二人の仲が公になってしまう。
その後、羽嶋家へ謝罪に行き、智子と離婚後に「莉花さんと結婚するつもりです」と告げるが、莉花が拒否。一方的に別れを告げられた事で、逆上。ストーカー行為を行うようになり、最後は長野県の別荘に、莉花を監禁。無理心中を図るが、救助に来た地元の男性に反撃され、1階に落下。焼死した。
浅野 智子（あさの ともこ）
浅野の妻。実家は資産家で、浅野との間に息子が一人いる。莉花との関係に気付き、別れるよう迫るがあいまいな態度を取る莉花に逆上。交通事故を起こしてしまう。
入院中に、離婚を迫られるが拒否。その後、実家に戻るが、彼が莉花を誘拐した事を知り、ショックを受ける。
宮島 苑（みやじま その）
翠嵐の本妻。弟子入りした博を疎み追い出すが、夫の死後、博との間に遺産相続問題が発生。博に譲られた、山科の別荘に放火。その後、釈放されるが、数年後。病死。
山崎 玲子（やまざき れいこ）
莉花の中学時代からの親友。莉花と同じ大学へ進み（学部は別）、莉花が下校時、智子に拉致同然で車に乗せられた現場に遭遇。浅野に知らせる。監禁事件からずっと、休学している莉花を心配している。
川津 順子（かわづ じゅんこ）
莉花の通う大学の一年生。浅野に横恋慕していて、莉花を敵視している。浅野の誘拐計画に利用されてしまい、罪悪感に苛まれ、「よね屋」に電話し浅野の犯行を告白。その後、幸雄に付き添われて、警察署に出頭。
事情聴取の後、母親と帰宅しようとするが、博に請われ浅野のマンションを案内する（その際、先に刑事が張り込んでいたため、注意された）。
松尾 直子（まつお なおこ）
莉花の中学時代の遊び仲間。ホステスをしている、母親と2人暮らし。異性関係にだらしがない。直子が2学期を迎えた秋、再婚する事を決めた母親の元を離れ、祖母がいる大阪へ転校。
数年後、京都へ移り住み、母親同様ホステスに。客として来た男との間に、一児をもうける。
佐賀（さが）
辻堂画廊の社員。俊彦から和美へのお手当てを持っていくように指示され、和美の家へ通ううちに恋心を抱くようになる。
将士の入院中に、和美の家にある茶室で愛を告白。その後、内縁関係に。平成2年。真帆・澪の訪米時に和美が死去。和美の亡骸を抱いて、号泣した。
アドリアーナ・スカルポリーニ
幸雄がイギリスの高校を卒業後、海外で放浪の旅を続けていた時にイタリア・ベネチアで知り合う。
父はヴェネツィアン・グラス作家で、工房を開いている。幸雄が弟子入りして半年後、ベネチアのカーニバルで幸雄に告白され、その夜結ばれた。
密かに逢瀬を重ねていたが、父に露見。幸雄は破門され、別の工房へ移った。だが1年後、父に幸雄との事を認められ、ベネチアへ移住して2年目の春に結婚。2児（一男一女）をもうける。
伊藤（いとう）
いよりの代から「よね屋」で勤めており、現在は番頭をしている。
将士が倒れ、澪が家庭と店を切り盛りしているにもかかわらず、自分の事しか考えていない莉花を見かね、ついに「少しはお母さんの力になろうって気はないんですか」と諫言。
その事がきっかけで、莉花が改心。彼女が「よね屋」を手伝うきっかけになり、莉花の代になった現在も「よね屋」で働いている。
小田切（おだぎり）
澪が始めた「よね屋着物教室」の講師⇒校長。
離婚して実家に出戻り、肩身の狭い思いをしていたところへ澪から講師になってくれるよう請われ働くように。
いよりが亡くなり、澪が「よね屋」の女将になった同時期、着物教室の校長になる。
山岡（やまおか）
門脇（後述）が起こした横領事件の前後頃に、小田切の紹介で着物教室の経理担当として採用された。
商事会社で働いていたが、子供が出来て退職。子供が成長して手が離れたのを機に、再び働きたいと思っていたところで今回の話を受けた。
河村 忍（かわむら しのぶ）
真帆の弟子。長年真帆の下で友禅の修行をしているが、「独り立ちできるほどの才能はないから」と平成に入ってからも、真帆の下で働いている。
山本 響子（やまもと きょうこ）
真帆の弟子。河村よりは年下。真帆が将士と不倫関係にある事から、「先生（真帆）ほど美人なら、正式に結婚したいって人もいたでしょうに。どうして？」と不思議がる。
それから数年後の昭和55年。安藤の事故死で、夫婦双方の弟子達が集まり今後について話し合った際に「親が「家へ帰って、結婚しろ」って最近うるさくて…」と打ち明けた後。安藤の弟子だった大木と同じ日に、退職した。
美恵子（みえこ）
羽嶋家で働いている家政婦（のちに退職）。祐輔が澪へ想いを寄せている事に、薄々気付いていた。
澪・莉花・幸雄が嫁ぎ先へ旅行した時、澪の目を盗み幸雄が祐輔の写真を見せて、「この人が、ぼくの本当のお父さん？」と聞きに来て「どうしよう、何て言えばいいのよ」と、青ざめる。
その直後、幸雄が川で溺れ一時意識不明に陥った際、幸雄を助けようとして川に流され入院した澪に事情を話し、半狂乱になった澪をなだめた。それから数年後の昭和55年。将士の葬儀では、「よね屋」に手伝いへ来ていた。
池永 奈美（いけなが なみ）
将士の最後の愛人。将士とは、彼が5月に店で売る反物の買い付けの帰りに、知り合いに誘われ店へ訪れた時に知り合う。真帆が安藤との結婚を報告するハガキが届いた日。再び来店した夜に、関係を持つ。
それから数年後の昭和53年。独立して赤坂でバーを営んでいる。将士が自宅マンションで倒れ、病院へ搬送された時に澪から「あなたもお忙しいでしょうから、もうお見舞いなどけっこうですから」と暗に別れるよう言われてしまう。
門脇（かどわき）
「よね屋着物教室」で、経理を担当している。独身。夏休みに入り、澪が莉花の家出や幸雄の水難事故などのゴタゴタに巻き込まれ、その間に不倫関係になった着物教室の生徒に入れあげ、着物教室の金を横領。通帳・印鑑を持ち出し、失踪してしまう。その後、相手の女性に捨てられた。
実家の金まで持ち出してしまい、両親は親戚から勤め先に至るまで、借金して「よね屋」に返済するハメに。
秋ごろ、着物教室に無言電話をかけた事で、消息がわかった。山形県の旅館に泊まっていて、澪が到着したその日、彼女の制止を振り切り、旅館近くにある滝壷に飛び込み自殺した。
ジョー・オブライエン
ジミー（前述）の息子（オブライエン夫妻の孫）。原作最終回にて、真帆が出品しているワシントンの美術館にて開催中の「“日本のキモノ”展示会」を鑑賞に来た。日本語が堪能。
真帆・澪に、「父が残念がっていました。仕事が忙しくてもっとゆっくりお話できなかったこと」と伝えた。
杉尾（すぎお）
真帆たちの先輩弟子。仕事には厳しく、妥協しない。ひがし（金沢市の花街の一つ）の芸者・弥千代（本名・千代子）とは幼馴染で、恋人同士。
師匠である水上から、娘の淳子との縁談を持ちかけられるが、きっぱりと断る。その際、暇を申し出るが「まだお前を一人前だと自立させるわけにはいかん」と止められた。
淳子の出産からしばらくして、独立を認められた。
それから十数年後の昭和55年に、弥千代（千代子）と結婚している事が明らかに（安藤との会食で、明かされた）。
マサミ・オブライエン
ジミーの妻で、日本人。ジミーが展示会を訪れた際、真帆と再会できた喜びを露わにし、抱きついた際「だめよジミー、びっくりしてらっしゃるわよ」と窘めた。
オブライエン家で働いていた当時は英語が話せたが、数十年経ち英語を話せなくなっていた真帆に代わって通訳。
ラーラ、マリオ
幸雄の長女と長男。長男は、原作最終回で誕生（幸雄が羽嶋家へ国際電話をかけ、莉花に知らせた）。
原作番外編「水の都から」で、祖母・澪を見舞うため一時帰国する父親を見送る場面がある。
フランク・ジョンソン
第1話と回想シーンに登場。米兵。
『辻堂画廊』（昭和25年当時は、骨董品商だった）に同僚の米兵と出入りしていて、従業員として働いていた澪に一目惚れし、俊彦に仲立ちを頼む。
後に朝鮮戦争へ出征することになり、俊彦に「1日だけでいい」と澪とのデートを懇願（だが当日やってきたのは、澪の身代わりになった真帆だった）。
料亭で夕食を共にした後、俊彦を帰らせて澪の身代わりとなった真帆をレイプ。
出征後、10月20日にピョンヤンで戦死した（真帆のお見舞いに来たロバートから明かされた）。

### サブタイトル
| 第1部                                           | 第1部            | 第1部    | 第1部          | 第2部    | 第2部          | 第2部    | 第2部        | 第2部    | 第2部         |
| 昭和25年                                        | 昭和25年         | 昭和28年 | 昭和28年       | 昭和41年 | 昭和41年       | 昭和41年 | 昭和41年     | 昭和50年 | 昭和50年      |
| 回数                                            | 第1週-第3週      | 回数     | 第3週-第5週    | 回数     | 第6週-第8週    | 回数     | 第9週-第11週 | 回数     | 第11週-第13週 |
| ----------------------------------------------- | ---------------- | -------- | -------------- | -------- | -------------- | -------- | ------------ | -------- | ------------- |
| 第1回                                           | 双子姉妹の絆     | 第12回   | 運命の出会い   | 第26回   | 狂おしい果実   | 第41話   | 愛の罪       | 第52話   | 運命の子      |
| 第2回                                           | 親たちの秘密     | 第13回   | ときめき       | 第27回   | 紅の痕…        | 第42話   | 進呈された夫 | 第53回   | 妻の嘘        |
| 第3回                                           | 入れ替わった双子 | 第14回   | 求婚           | 第28回   | 悲しみの家     | 第43話   | 愛の不条理   | 第54回   | 苦しい妄想    |
| 第4回                                           | 忌まわしい事件   | 第15回   | 消せない過去   | 第29回   | 天国への手紙   | 第44話   | 少女の涙     | 第55回   | 偽りの真実    |
| 第5回                                           | 17歳の傷         | 第16回   | 降り止まぬ雪   | 第30回   | 禁断の愛       | 第45話   | 義弟の思い   | 第56回   | 裏切りの写真  |
| 第6回                                           | 母への恨み       | 第17回   | 実らない愛     | 第31回   | 一夜だけの愛   | 第46話   | 愛の衝動     | 第57回   | 愛に殉じて…   |
| 第7回                                           | 17歳の成人式     | 第18回   | 運命の悪戯     | 第32回   | 憎しみの防波堤 | 第47話   | 水垢離       | 第58回   | 深い孤独      |
| 第8回                                           | 清らかな姉妹     | 第19回   | 破談           | 第33話   | 秘密の幸せ     | 第48話   | 秘密の情事   | 第59回   | 愛人志願      |
| 第9回                                           | 姉妹の肖像       | 第20回   | 柱の傷         | 第34話   | 約束の夜       | 第49話   | 新しい命     | 第60回   | 神様の意地悪  |
| 第10回                                          | 一人の決意       | 第21回   | 慟哭           | 第35話   | 偽りの誓い     | 第50話   | 永遠の秘密   | 第61回   | 戻れない二人  |
| 第11回                                          | 別々の道         | 第22回   | 悲しい決心     | 第36話   | 秘密の旅       | 第51話   | 愛の嘘       | 第62回   | 失いたい記憶  |
|                                                 |                  | 第23回   | 結婚しない決意 | 第37話   | 過去の事実     |          |              | 第63回   | 悲しい芝居    |
|                                                 |                  | 第24回   | 結婚の理由     | 第38話   | 嫉妬のかけら   |          |              |          | 昭和54年      |
|                                                 |                  | 第25回   | 嫁入り衣装     | 第39話   | 異常な嫉妬     |          |              | 第64回   | 悲しい宣告    |
|                                                 |                  |          |                | 第40話   | 憎みあう姉妹   |          |              | 最終回   | 双子の幸せ    |
| 視聴率 平均5.5% *関東地区（ビデオリサーチ調べ） |                  |          |                |          |                |          |              |          |               |
| ・最高 7.0%（第7回） ・最低3.9%（第18回）       |                  |          |                |          |                |          |              |          |               |
| ・4月平均 5.5% ・5月平均 5.4% ・6月平均 5.7%    |                  |          |                |          |                |          |              |          |               |

- 第52話途中より昭和50年の設定

### スタッフ
- 制作 - 東海テレビ放送、泉放送制作
- 原作 - 津雲むつみ『花衣夢衣』（集英社漫画文庫）
- 企画 - 鶴啓二郎（東海テレビ）
- 音楽 - Rin'、コーニッシュ
- 音楽制作 - インスパイア・ホールディングス
- 広報 - 庄野俊哉（東海テレビ）、山本章子（東海テレビ）
- プロデューサー - 市野直親（東海テレビ）、小池唯一（泉放送制作）、佐藤禎剛（泉放送制作） ほか
- 脚本 - 田部俊行、楠本ひろみ、西井史子
- 演出 - 島﨑敏樹（泉放送制作　第1、2、5、6、10、13週）、金子与志一（泉放送制作　第3、5、7、11、12週）、福田誠（第8、9週）
- 協力 - ケイエッチケイアート、バスク、TMC-1スタジオ、京乃屋、きものやろふてぃ、シカタ、安田多七株式会社、株式会社髙島織物、Hushu Puppies'、Converse　ほか
- ロケ協力 - 赤坂氷川神社、金沢兼六園、日本閣　ほか
- 衣装協力 - きものやまと
- 美術協力 - ギャラリー四季、override、マエダ、KYOWA　ほか
- 撮影協力 - 株式会社くすのき、株式会社カネヒサコーポレーション　ほか
- 友禅監修 - 東京友禅学院
- 医事指導 - 梅内正勝

### 主題歌
- 池上ケイ 「ひとひら、ふたひら」（EMIミュージック・ジャパン）
第62話に看護士役でカメオ出演。

### クレーム
- 2008年2月11日の沖縄市で起きた女子中学生暴行事件や3月の横須賀市でのタクシー運転手殺害事件などの在留米兵による事件により、社会全体が米兵の事件に対し神経質になっている中で放送された、4月2日の米兵による暴行シーンに対し、東海テレビに苦情が寄せられた。しかし、物語の主軸となる双子姉妹の悲劇としてカットするわけにも行かず、当初より暴行シーンを短くし、暴力的な演出も避け、セーラー服姿で暴行される予定だったが私服に変更したと、東海テレビ側は語っている[5]。

### その他
- 第21、24、26、28、56回のタイトルロールでは琴の演奏、第60回はオカリナによる主題歌のイントゥルメンタルが使用された。
- 第27回から羽嶋梨花が羽嶋莉花に変更、公式サイトにも羽嶋莉花に訂正された。
- 第38回の放送ではプロデューサーの市野直親が真帆の家の大家役でカメオ出演している。
- 第43回は河野弘樹と小林奨のクレジットがあったにもかかわらず、2人の出番は一切なかった。
- 石川県では4月17日放送の『石川さん情報Live リフレッシュ』（石川テレビ）で、主役の2人（尾崎亜衣と尾崎由衣）が番宣のため出演した。
- 2024年10月17日よりBS松竹東急にて、16:59 - 17:30に放送されている。 第60回のオープニングで、原版の状態により音声が乱れる箇所がありますがご了承ください。と表示された。